# Föderales Parlament

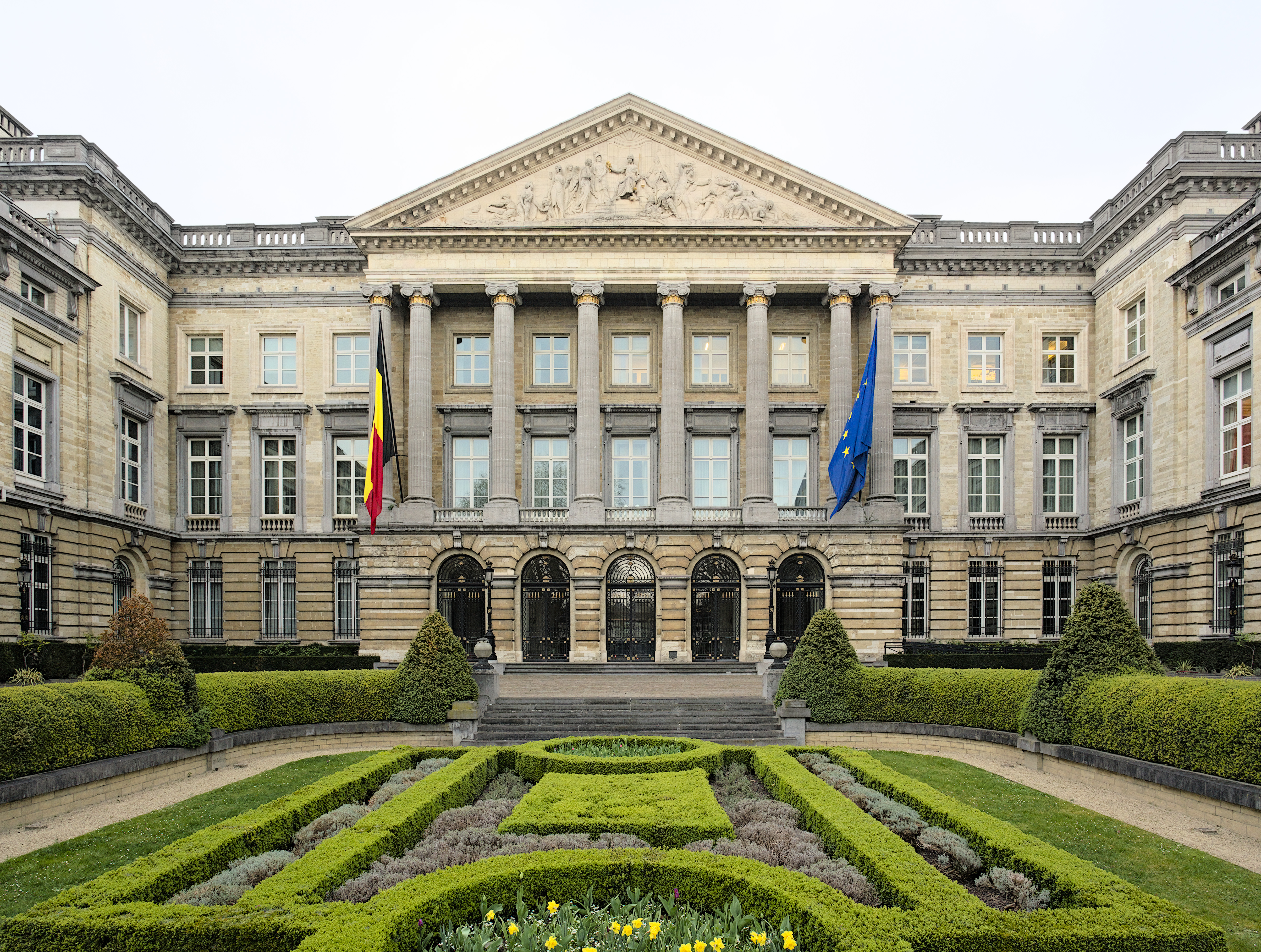
Der Palast der Nation (frz. Palais de la Nation, ndl. Paleis der Natie), Sitz des Föderalen Parlamentes

Das Föderale Parlament (niederländisch Federaal Parlement, französisch Parlement fédéral) ist neben dem König auf föderaler Ebene das gesetzgebende (legislative) Organ Belgiens. Es setzt sich aus zwei Kammern zusammen: einem Unterhaus, der Abgeordnetenkammer, und einem Oberhaus, dem Senat.
Der Begriff „Föderales Parlament“ als solcher ist keine amtliche Bezeichnung. In der Tat heißt es in der Verfassung nur: „Die föderale gesetzgebende Gewalt wird vom König, von der Abgeordnetenkammer und vom Senat gemeinsam ausgeübt“ (Art. 36 der Verfassung). In manchen Fällen treten Abgeordnetenkammer und Senat jedoch zu einem einzigen Organ zusammen, das in der Verfassung als „vereinigte Kammern“ bezeichnet wird.

## Das Parlamentsgebäude
Sowohl die Abgeordnetenkammer als auch der Senat sind seit 1830 im Palast der Nation (frz. Palais de la Nation, ndl. Paleis der Natie) angesiedelt. Das Gebäude, das zu Anfang den Souveränen Rat von Brabant beherbergte, befindet sich in Brüssel in der ehemaligen Brabantstraat, die heute den Namen Rue de la loi/Wetstraat trägt. Direkt gegenüber liegt der Warandepark, der auch königlicher Stadtpark genannt wird. Das Gebäude wurde von 1778 bis 1783 von Barnabé Guimard und Philippe-Jerôme Sandrié im neoklassizistischen Stil entworfen und gebaut.

## Die vereinigten Kammern
Das Zweikammersystem Belgiens kennt eine Ausnahme: In manchen Fällen, die erschöpfend in der Verfassung aufgelistet sind, tagen Abgeordnetenkammer und Senat als sogenannte „vereinigte Kammern“ gemeinsam. Diese Fälle betreffen vor allem die Einsetzung des Staatsoberhauptes (ähnlich wie bei der deutschen Bundesversammlung).
Die Verfassung sieht vor: „Beim Tod des Königs treten die Kammern ohne Einberufung spätestens am zehnten Tag nach seinem Tod zusammen“. Dieser Zusammentritt geschieht von Rechts wegen. Wurden die Kammern bereits aufgelöst, treten die alten Kammern wieder zusammen. Nach dem Tod des Königs gibt es drei Möglichkeiten:
- Der Thronfolger ist volljährig: Der Thronfolger stammt zudem aus der leiblichen und legitimen Linie von König Leopold I. aus dem Hause Sachsen-Coburg und Gotha. Dabei entscheidet die Primogenitur (Erstgeburt) die Reihenfolge der Kinder des verstorbenen Königs.[4] Das Geschlecht ist seit einer Verfassungsänderung von 1991 irrelevant. Um den Thron besteigen zu können, muss der Anwärter den Verfassungseid vor den vereinigten Kammern leisten.[5]
- Der Thronfolger ist minderjährig: In diesem Fall sorgen die vereinigten Kammern für die Vormundschaft und ernennen einen Regenten. Der Regent muss auch den Verfassungseid vor ihnen leisten.[6]
- Es gibt keinen Thronfolger: War der verstorbene König der letzte Nachkomme von König Leopold I. (was heute nur noch hypothetisch ist), konnte er den beiden Kammern einen Dritten als Thronfolger vorschlagen. Dieser kann nur mit einer Zweidrittelmehrheit in Abgeordnetenkammer und Senat König werden. Wurde kein Thronfolger vorgeschlagen, gilt der Thron als vakant.[7]

Bei einer Vakanz des Thrones sorgen die „gemeinsam beratenden Kammern“ zuerst für eine Regentschaft. Danach werden sie automatisch aufgelöst und innerhalb von zwei Monaten, nach entsprechenden Wahlen, wieder neu besetzt. Dann erst können sie erneut zusammentreten und einen neuen König bestimmen.
Es gilt letztendlich noch zwei Fälle zu erwähnen, die ebenfalls eine gemeinsame Entscheidung von Abgeordnetenkammer und Senat fordern:
- Der König will Staatsoberhaupt eines anderen Staates werden: Hierfür braucht er eine Zweidrittelmehrheit in beiden Kammern.[9]
- Der König soll für regierungsunfähig erklärt werden: Befindet sich der König in der Unmöglichkeit zu herrschen (z. B. weil er schwer krank geworden ist), so berufen die Minister Kammern ein, nachdem sie diese Unmöglichkeit haben feststellen lassen. Die vereinigten Kammern sorgen dann für die Vormundschaft und die Regentschaft.[10]

## Geschichte: Der Nationalkongress

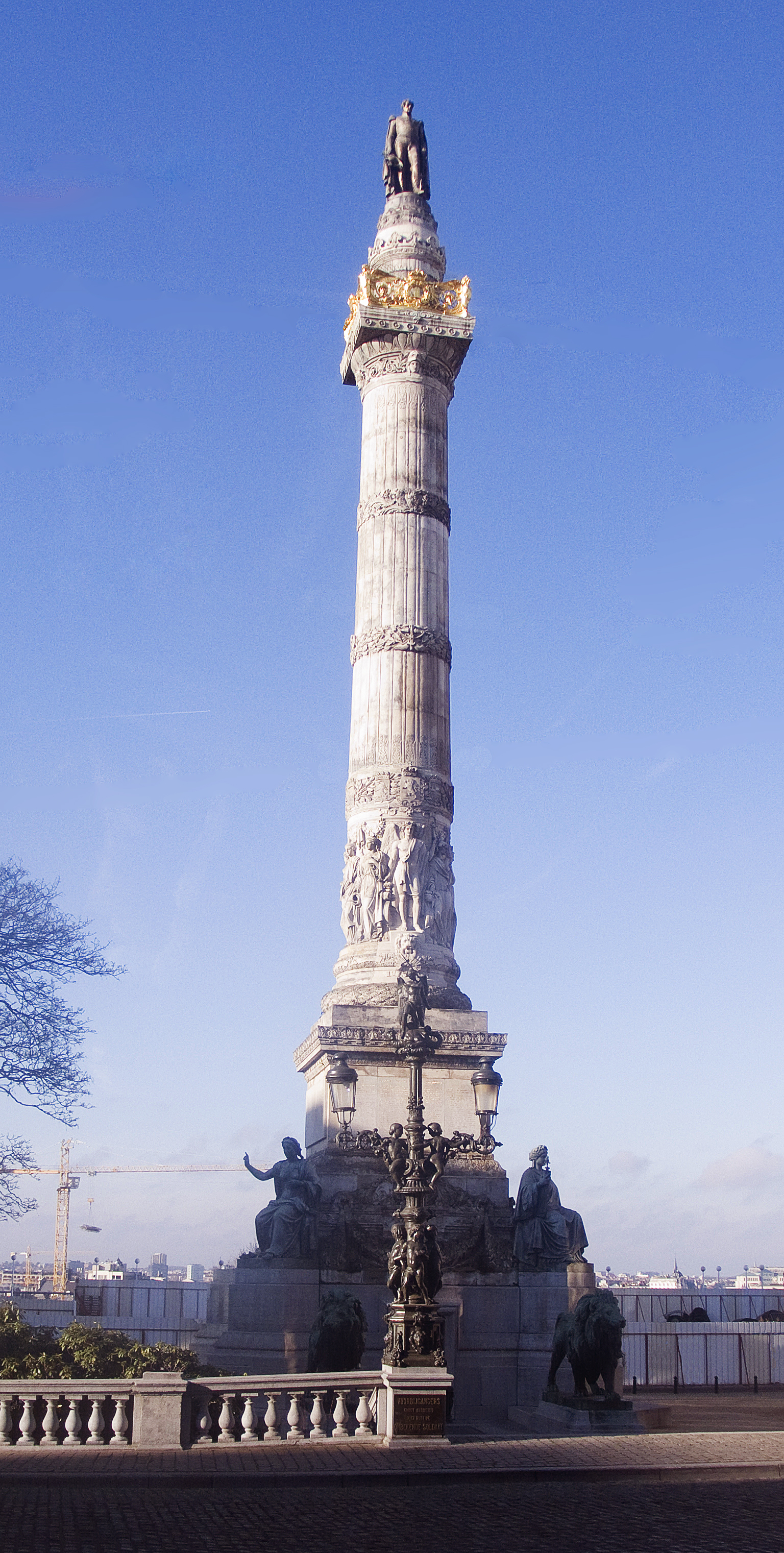
Die Kongress-Säule in Brüssel

Seinen Ursprung findet das föderale Parlament in der Belgischen Revolution im Jahre 1830. Die vorläufige Regierung, die sich aus neun Mitgliedern zusammensetzte, hatte am 4. Oktober 1830 die Unabhängigkeit der belgischen Provinzen vom ehemaligen Vereinigten Königreich der Niederlande proklamiert. Während sich die militärischen Positionen konsolidierten und man sich um einen Waffenstillstand bemühte, hatten am 3. November in ganz Belgien Wahlen zu einem „Nationalkongress“ stattgefunden. Wahlberechtigt waren allerdings nur gut 46.000 steuerzahlende oder akademische, männliche Bürger über 25 Jahre, d. h. etwa ein Prozent der Bevölkerung. Die Wahlbeteiligung lag bei 75 Prozent. Der Nationalkongress trat am 10. November zum ersten Mal zusammen und bestätigte am 18. November die am 4. Oktober ausgerufene Unabhängigkeit des belgischen Staates. Ausgenommen davon war Luxemburg, das Mitglied des Deutschen Bundes war. Zum ersten Vorsitzenden wurde der liberale Aristokrat Erasme Louis Surlet de Chokier gewählt.
Die Hauptaufgabe des Nationalkongresses war die Ausarbeitung einer belgischen Verfassung, welche am 7. Februar 1831 verabschiedet wurde. Auch war er es, der die Wahl traf, eine Monarchie für die junge Nation einzuführen. Am 21. Juli 1831 legte Leopold I. als erster König der Belgier den Verfassungseid vor dem Nationalkongress ab.
Der Nationalkongress bestand bis zur Wahl des ersten Parlamentes am 8. September 1831, der die Einsetzung der ersten Abgeordnetenkammer und des ersten Senats folgte. Die Kongress-Säule in Brüssel (ndl. Congreskolom, frz. Colonne du Congrès), die zwischen 1850 und 1859 von Joseph Poelaert errichtet wurde, soll an den Nationalkongress erinnern.